# Treasure (песня)
«Treasure» — песня американского певца Бруно Марса, ставшая третьим синглом из второго студийного альбома певца Unorthodox Jukebox. Релиз сингла состоялся 17 июня 2013 года.

## О песне
«Treasure» была написана Бруно Марсом и его партнёрами из продюсерской группы The Smeezingtons, которые также спродюсировали композицию. Как и предыдущие два сингла из альбома, «Locked Out of Heaven» и «When I Was Your Man», песня достигла в мире коммерческого успеха.

## Видеоклип
Клип на песню был отснят в Лас-Вегасе 20 мая 2013 года, на следующий же день после живого выступления Бруно на Billboard Music Awards 2013. Выпущен клип был 14 июня 2013 года. Стиль клипа напоминает видео группы Earth, Wind & Fire на их песню «Let's Groove».

## Список композиций
German CD Single
| №  | Название                                      | Длительность |
| -- | --------------------------------------------- | ------------ |
| 1. | «Treasure»                                    | 2:56         |
| 2. | «Locked Out of Heaven» (Paul Oakenfold Remix) | 5:17         |

## Чарты и сертификации
| Чарт (2013)                         | Высшая позиция |
| ----------------------------------- | -------------- |
| Австралия (ARIA)                    | 10             |
| Австрия (Ö3 Austria Top 40)         | 17             |
| Бельгия/Фландрия (Ultratop 50)      | 26             |
| Бельгия/Валлония (Ultratop 50)      | 13             |
| Канада (Billboard Canadian Hot 100) | 4              |
| Чехия (Rádio — Top 100)             | 30             |
| Дания (Tracklisten)                 | 22             |
| Франция (SNEP)                      | 8              |
| Германия (GfK)                      | 17             |
| Венгрия (Rádiós Top 40)             | 4              |
| Ирландия (IRMA)                     | 9              |
| Израиль (Media Forest)              | 2              |
| Нидерланды (Dutch Top 40)           | 11             |
| Новая Зеландия (Recorded Music NZ)  | 7              |
| Шотландия (OCC Scotland)            | 14             |
| Словакия (Rádio — Top 100)          | 39             |
| Швейцария (Schweizer Hitparade)     | 20             |
| Великобритания (OCC UK Singles)     | 12             |
| США (Billboard Hot 100)             | 5              |
| США (Billboard Pop Airplay)         | 10             |
| США (Billboard Adult Pop Airplay)   | 11             |
| США (Billboard Adult Contemporary)  | 19             |

| Страна         | Статус     |
| -------------- | ---------- |
| Австралия      | Платиновый |
| Канада         | Золотой    |
| Дания          | Золотой    |
| Италия         | Золотой    |
| Новая Зеландия | Платиновый |
| США            | Платиновый |